# Jeff Jarrett
Jeff Leonard Jarrett (ur. 14 lipca 1967) – amerykański wrestler, zatrudniony w Total Nonstop Action Wrestling. Jest scenarzystą, a także współzałożycielem federacji. Występował w World Championship Wrestling oraz World Wrestling Federation. Ożenił się z byłą żoną Kurta Angle, Karen 21 sierpnia 2010 roku.

## Osiągnięcia
American Wrestling Association
- Debiutant roku (1986)

Asistencia Asesoría y Administración
- Zwycięzca Rey de Reyes 2004

Continental Wrestling Association
- AWA Southern Tag Team Championship (4 razy)
- CWA Heavyweight Championship
- CWA International Tag Team Championship (2 razy)
- NWA Mid-America Heavyweight Championship (5 razy)

National Wrestling Alliance Cyberspace
- NWA Cyberspace Heavyweight Championship

Pro Wrestling Illustrated
- Najlepszy feud roku (1992)[3]
- Najbardziej inspirujący wrestler roku[4] (2007)
- PWI uznało go jako 5. spośród 500 najlepszych wrestlerów 2000 roku.

Total Nonstop Action Wrestling
- NWA World Heavyweight Championship (6 razy)
- Zwycięzca King of the Mountain (2004, 2006)

United States Wrestling Association
- USWA Heavyweight Championship
- USWA Southern Heavyweight Championship (9 razy)
- USWA Unified World Heavyweight Championship (3 razy)
- USWA World Tag Team Championship (14 razy)
- USWA Western States Tag Team Championship

World Championship Wrestling
- WCW United States Heavyweight Championship (3 razy)
- WCW World Heavyweight Championship (4 razy)

World Class Wrestling Association
- USWA World Tag Team Championship (2 razy)
- WCWA World Light Heavyweight Championship
- WCWA World Tag Team Championship (3 razy)

World Wrestling Entertainment
- NWA North American Heavyweight Championship
- WWE European Championship
- WWF Intercontinental Championship (6 razy)
- WWF Tag Team Championship

World Series Wrestling
- WSW Heavyweight Championship

World Wrestling All-Stars
- WWA World Heavyweight Championship (2 razy)

Nagrody Wrestling Observer Newsletter
- Feud roku (1992)
- Najbardziej przeceniony wrestler (2005)